# Lý thuyết phát triển
Lý thuyết phát triển là một tầm nhìn chung của các lý thuyết về cách thay đổi mong muốn trong xã hội được thực hiện tốt nhất. Lý thuyết như vậy dựa trên một loạt cách tiếp cận và các ngành khoa học xã hội. Trong bài viết này, nhiều lý thuyết được thảo luận, cũng như sự phát triển gần đây liên quan đến các lý thuyết này với nhau.

## Lý thuyết hiện đại hóa
Lý thuyết hiện đại hóa được sử dụng để phân tích các tiến trình hiện đại hóa trong xã hội. Các lý thuyết nhìn vào các khía cạnh thuận lợi  của các quốc gia và cấu thành chướng ngại cho sự phát triển kinh tế. Ý tưởng là hỗ trợ phát triển nhắm vào những khía cạnh cụ thể có thể dẫn đến hiện đại hóa xã hội 'lạc hậu' hay 'truyền thống'. Các nhà khoa học đến từ nhiều ngành nghiên cứu khác nhau đóng góp nên lý thuyết hiện đại hóa.

### Lý thuyết hiện đại hóaxã hội họcvà nhân học
Các nguyên tắc đầu tiên của lý thuyết hiện đại có thể được bắt nguồn từ ý tưởng tiến bộ, trong đó nói rằng mọi người có thể phát triển và thay đổi xã hội của chính mình. Marquis de Condorcet đã tham gia vào các nguồn gốc của lý thuyết này. Lý thuyết này cũng nói rằng tiến bộ công nghệ và thay đổi kinh tế có thể dẫn đến thay đổi giá trị đạo đức và văn hóa. Nhà xã hội học Pháp Émile Durkheim nhấn mạnh sự phụ thuộc lẫn nhau của các tổ chức trong xã hội và cách thức chúng tương tác với sự thống nhất về văn hóa và xã hội. Tác phẩm của ông 'Phân chia Lao động trong xã hội' rất có ảnh hưởng. Nó mô tả cách trật tự xã hội được duy trì trong xã hội và cách thức mà xã hội nguyên thủy có thể làm cho việc chuyển đổi sang các xã hội tiên tiến hơn.